# 捕虜収容所

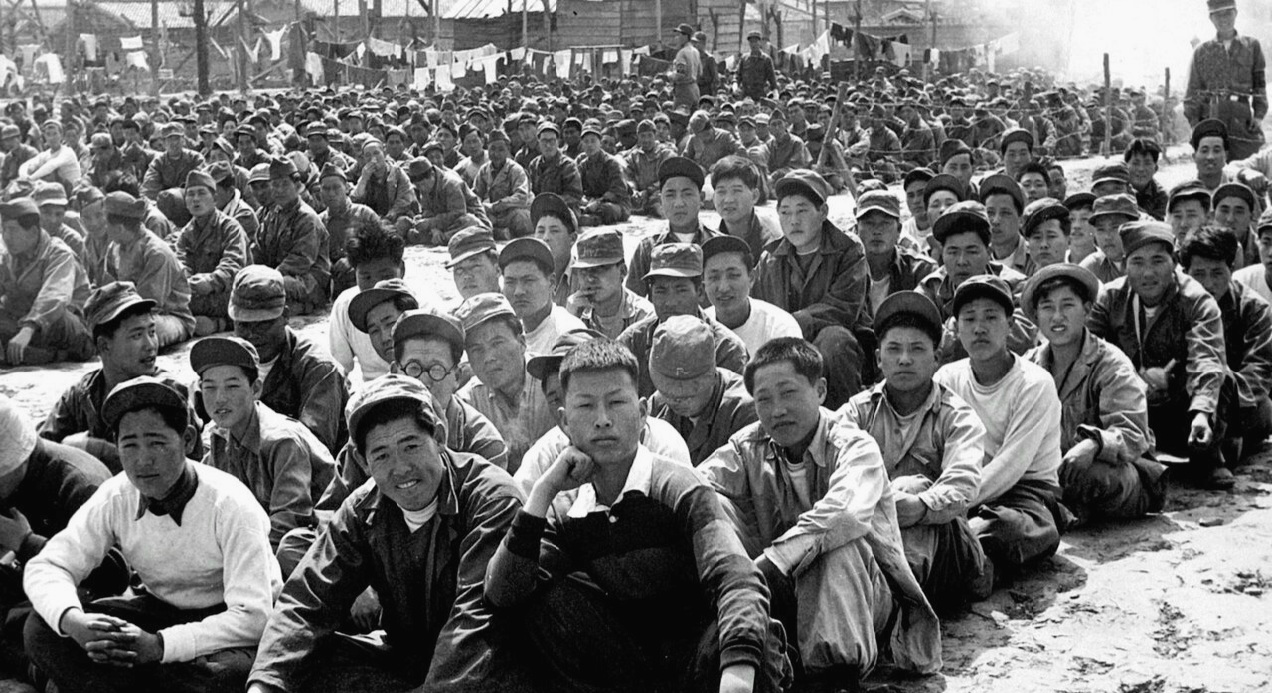
釜山の国連捕虜収容所に集められた北朝鮮と中国共産党の捕虜（朝鮮戦争中の1951年）

捕虜収容所（ほりょしゅうようしょ、英: prisoner-of-war camp、略語：POW camp）は、戦時中に交戦団体により捕らえられた敵の兵士を収容する場所である。
捕虜収容所は、強制収容所や軍事刑務所とは相当な違いがある。特設の捕虜収容所として、フランス革命戦争中の1797年にイギリスでノーマンクロス刑務所、ナポレオン戦争中にen:HM Prison Dartmoorが建設され、直近200年の主要な全ての戦争で使われていた。主要な収容所は、沿岸警備隊、海兵隊、船員、兵士、そしてさらに最近では、武力紛争中または直後に交戦団体により捕らえられた敵の空軍兵士向けに使われている。en:Merchant navyや従軍記者のような市民もまた、一部の戦争で収容されている。1929年に俘虜の待遇に関する条約が採択され、後に第3ジュネーヴ条約に取って代わり、捕虜収容所は中立国の公認代表の検査に対して公開されることが義務付けられている。

## 収容所開発前の戦時捕虜の拘禁
ヴェストファーレン条約（ウェストファリア条約）以前は、敵の兵士は、処刑、奴隷化、または身代金目的で捕らえられていた。これは、軍が比較的小さいことも相まって、捕虜収容所のようなものはほとんど必要とされていなかったことを表していた。ヴェストファーレン条約は、三十年戦争と八十年戦争を終結させるために1648年5月と10月に締結された一連の条約であり、全ての捕虜を身代金無しで解放しないといけないという規定も含まれていた。この条約締結（和平）は、捕虜が戦後の釈放または武装無しの仮釈放前に合理的に扱われるようになった出来事として見なされている。敵の兵士の仮釈放の実践は、数千年前、少なくとも古代カルタゴの時代には始まっていたが、慣行になったのは1648年以降のヨーロッパにおいてである。

## 臨時収容所の開発
1777年のサラトガの戦いでジョン・バーゴイン将軍が降伏して、数千人のイギリスとドイツの軍（ヘッセン兵とBrunswick）がマサチューセッツ州ケンブリッジに連行された。様々な理由で、大陸会議は彼らを南に移動させた。この目的のために、議員の1人がバージニア州シャーロッツビル郊外の土地を提供した。1778年後半に、残りの兵士（2,000人ほどのイギリス兵士、1,900人以上のドイツ兵士、大まかに300人ほどの女性と子ども）が南に連行され、1779年1月に、アイビー・クリーク付近の目的地に到着した。バラックが申し訳程度にしか建設されておらず、将官は仮釈放されバージニア州のリッチモンドとスタントンから離れて暮らした。収容所が十分に提供されることはなかったが、捕虜はその地に劇場を建てた。警備員の不足ゆえに、数百人がen:Albemarle Barracksから逃げた。1780年後半に、イギリス軍がカロライナズから北上したため、残りの捕虜はメリーランド州フレデリック、バージニア州ウィンチェスター、あるいは他の場所に移動した。野営地の跡は残っていない。

## 最初の特設収容所
最も早い特設収容所は、1797年にグレートブリテン王国（イギリス）が建設したノーマンクロス刑務所であり、フランス革命戦争とナポレオン戦争で増加していた捕虜を収容した。

## 南北戦争の収容所
南北戦争の初期において、大人数の捕虜を扱う手段が不足していたために、アメリカ合衆国と南部連合政府は、ヨーロッパにおける伝統的な仮釈放と捕虜交換の仕組みに頼っていた。捕虜は交換されるまで恒久的な収容所に入れられていた。
アメリカ合衆国と南部連合の捕虜収容所のどちらも、必ずしも運営状況が良かったわけではなく、収容された捕虜が餓死あるいは病死することは珍しくなかった。戦時中に収容所で約56,000人の兵士が亡くなったと推定されており、これは南北戦争における全ての死傷者の約10%に相当する。ジョージア州アンダーソンビル近郊にあったキャンプ・サムター（アンダーソンビル収容所）において、北軍捕虜45,000人のうち、14ヶ月間で13,000人（28%）が亡くなった。イリノイ州シカゴにあったキャンプ・ダグラスでは南軍捕虜の10%が寒い冬の1ヶ月間で亡くなり、ニューヨーク州のエルマイラ刑務所における死亡率25%はアンダーソンビル収容所における死亡率にほぼ等しかった。

## ボーア戦争
第二次ボーア戦争（en:Second Boer War）中に、イギリス政府は、強制収容所を設立してボーア市民と兵士を収容した。終戦までに、総計で109ヶ所の収容所が設立された。しかし、捕虜の大多数は海外に送られた（戦闘中に捕まったボーア男性28,000人のうち25,630人）上に、地元の捕虜の圧倒的多数が女性と子どもだった。収容所は管理が不十分であり、食料配給は不十分で健康が維持出来ず、衛生状態も低く、慢性的に人が密集していた。戦時中、収容所で、26,000人以上の女性と子どもが亡くなった。

### ボーア戦争の収容所
| 兵士     | 名 | 位置                 | 備考 | 画像 |
| -------- | -- | -------------------- | --- | ---- |
| ボーア   |    | プレトリア           | |      |
| ボーア   |    | Waterval             | |      |
| ボーア   |    | Nooitgedacht         | |      |
| ボーア   |    | Barberton            | |      |
| イギリス |    | ブルームフォンテーン | The camp was constructed in 1900 following the Battle of Paardeberg. It was primarily a concentration camp for civilians, of whom 26,370 Boer women and children, 14,154 black Africans, and 1,421 men died during the camp's existence. |      |
| イギリス |    | ケープタウン         | |      |
| イギリス |    | Simonstown           | |      |
| イギリス |    | Natal                | |      |
| 海外     |    | St. Helena           | The first Boer POW contingent was sent to St. Helena on 11 April 1900, where they were incarcerated at the two camps on the island, Broadbottom and Deadwood. |      |
| 海外     |    | Ceylon               | Approximately 5,500 Boer prisoners of war were transported to Ceylon, with the first prisoners arriving on 9 August 1900. The majority of which were incarcerated at Diyatalawa, which opened 8 August 1900, with a convalescent camp at Mount Lavinia, housing 150 prisoners, opening on 17 December 1900, whilst a camp at Ragama, opened 8 January 1901, housing 150 dissidents and irreconcilables. On 10 September 1901 a parole camp for 80 prisoners, was established at Urugasmanhandiya, with a subsequent parole camp for 120 prisoners opening on 19 September 1901 at Hambantota. |      |
| 海外     |    | India                | |      |
| 海外     |    | Bermuda              | Approximately 4,500 prisoners were sent to Bermuda between 28 June 1901 and 16 January 1902. The camps were situated on six islands located in the Great Sound (Burt Island, Darrell's Island, Hawkins Island, Hinson's Island, Morgan's Island and Tucker's Island). |      |
| 海外     |    | Portugal             | |      |

## 日露戦争
日露戦争で日本側の捕虜となったロシア将兵は約7万人に及び、松山収容所を最初として北は弘前、南は熊本にいたる日本各地29か所の寺院境内や軍用地などに設けられた捕虜収容所に収容された。1899年のハーグ条約の人道規定にしたがい日本側では、収容所脱走、所内の捕虜間の暴力事件、樺太戦捕虜等の例外的な事例を除けば、おおむね人道的に処遇された（詳細は「捕虜」の日露戦争の項を参照）。

## 第一次世界大戦

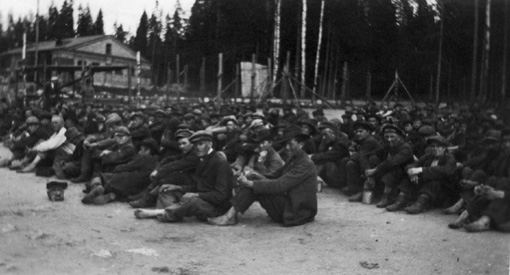
フィンランド内戦で捕らえられた赤衛隊の兵士たち。フィンランドのタミサリ（スウェーデン名エケネス）にて1918年撮影

捕虜に関する最初の国際条約は、1899年のハーグ条約である。1907年のハーグ条約で拡張された。第一次世界大戦の主要な交戦国は、この条約に従い、捕虜の扱いが全般的に良かった。第一次世界大戦の東部戦線の状況は、西部戦線よりも遥かに悪く、ロシアの捕虜は飢餓と病気の危険にさらされていた。総計では、約800万人の男性が捕虜収容所に入れられており、250万人の捕虜がドイツの管理下で、290万人の捕虜がロシア帝国に、72万人がイギリスとフランスに捕らえられていた。
戦争初期には、恒久的な収容所は存在しなかった。ドイツ軍により開戦して数日間で思いがけないほど大人数が捕虜になったことで、差し迫った問題が生じた。1914年9月までに、ドイツ軍は20万人の敵兵を捕虜にしていた。それらの最初の捕虜は、1915年まで臨時の収容所に入れられていたが、収容人数が652,000人にまで増えたことで、不十分な状況で生活することになった。ゆえに、ドイツ政府は、ドイツ国内と占領地の両方で恒久的な収容所を建設し始めた。戦時中に収容人数は著しく増加した。1915年8月までに100万人を超えて、1916年8月に1,625,000人、そして終戦する頃には2,415,000人に到達した。
日本では福岡市、久留米市、熊本市、大分市、大阪市、名古屋市、静岡市、東京市、習志野市など全国12か所に俘虜収容所が設けられ、1914年段階で約5000人のドイツ軍将兵が収容された。捕虜の収容環境や待遇については日独戦ドイツ兵捕虜・習志野俘虜収容所・板東俘虜収容所の項を参照のこと。

### ジュネーヴ条約
赤十字国際委員会は、1917年9月に、スイスのジュネーヴで会議を開いた。会議は第一次世界大戦を取り上げ、赤十字は戦時中の市民の状況を扱った。捕虜収容所の兵士の状況、「有刺鉄線病（barbed wire disease）」（精神病の症状）に苦しむフランスとドイツにいた捕虜と似ていた。会議において、赤十字が捕虜に対して、手紙、食料品、衣類、医療品を提供して、「有刺鉄線病」に苦しむフランスとドイツにいた捕虜を中立国のスイスに収容するべきであることが合意された。
一部の国はドイツやオーストリアと同じ条件ではなかった。例えば、ハンガリーでは、過酷な状況により裏切り者が減ったと考えられていた。
東部の国は、赤十字が捕虜を支援する助けとなるべく、戦いを続けていた。終戦に際し、フランスとドイツの協定が締結され、両国が捕虜を交換したが、ドイツがフランスの捕虜を全て解放したことに対して、フランスは少数ながら捕虜を確保し続けていた。

### クラスノヤルスク
ロシアのシベリアにあるクラスノヤルスクは、ロシア帝国が日露戦争で日本に敗北してから、将来の戦争に備えて訓練するための軍事基地として使われた。そこの状況は悲惨であり、強制収容所や刑務所に収容されている間は、戦争に招集される可能性があった。5万人以上の入居者が輸送、農業、鉱業、機械製品のために使われた。
第一次世界大戦中、捕虜はクラスノヤルスクの収容所を含む様々な収容所に送られた。ブルガリア、チェコ、ドイツ、ポーランドを含む様々な国籍の者がクラスノヤルスクの収容所に集まっていた。多くの捕虜がナショナリストで、収容所内で暴力事件を起こした。過激派は、扇動者を抑え、運営状況を維持するために協力させられた。

## ポーランド・ソビエト戦争
1920年秋以降、数千人の赤軍の捕虜が、ポメラニアのトゥホラ捕虜収容所に入れられていた。捕虜はダグアウトに住み、飢餓、冷気、感染症で亡くなった。歴史家のen:Zbigniew Karpusとen:Waldemar Rezmerによれば、2000人以上が作業中に収容所で亡くなったとされる。

ポーランドとロシアの歴史家の共同作業において、Karpus と Rezmerは、戦時中にポーランドの全ての捕虜収容所で亡くなった人数の総計は16,000人から17,000人と推定した一方で、ロシアの歴史家Matvejevは、18,000人から2万人と推定した。
前線の反対側では、51,000人のポーランドの捕虜のうち約2万人が、ソビエト連邦とリトアニアの収容所で亡くなった。
ソビエト連邦の捕虜に対する状況が、ポーランドにおける自由な報道で明らかになった一方で、当時のソビエト連邦における報道が厳重に管理されていたために、ポーランドの捕虜のためのソビエト連邦の収容所に関する事実調査は期待出来なかった。入手可能なデータにより、多くのポーランドの捕虜の虐待の事例が判明した。収容所が使えなかった時に、捕虜がソビエト軍に処刑された事例もあった。

## 第二次世界大戦
俘虜の待遇に関する条約（1929年）では、戦時中の捕虜の扱いに関する特定の規定を確立した。義務の1つに、捕虜収容所は中立国の公認代表による調査に対して公開されていないといけないということがある。
- 第10条では、捕虜は自軍と同じ条件の下で十分に温かく明るい建物に収容されるべきとしていた。
- 第27条から第32条では、労働条件を扱っていた。下士官兵は、危険でなく収容した国側の戦争努力に協力しない限り、要求された出来る限りの労働を何でも行う必要があった。上級下士官（軍曹以上）は監督役だけを行うことが要求された。士官は労働を要求されなかったが、ボランティアで行うことができた。行われた仕事は主に、農業または工業、石炭やカリの採掘、採石、あるいは製材所、醸造所、車両基地、森での作業にまで至った。捕虜は軍と民間の請負業者に雇われ、アメリカの収容所では臨時貨幣（en:Scrip）の形で1日80ドルが支払われた。
- 第76条では、捕虜のまま亡くなった場合、マークされた墓に名誉ある形で埋葬されることを保証していた。

全ての交戦国で条約の規定が適用されたわけではない。特に、大日本帝国は、条約に署名はしたが、批准することはなかった。

### 脱走
スタラグ・ルフト IIIからの「大脱走」は、1944年3月24日の夜に行われて、76人の連合国兵士が脱走に関与したが、わずかに3人が再び捕縛されずに逃げたのみだった。
1944年8月5日に起こったカウラ事件は、記録が残る歴史上で最大の捕虜脱走事件であり、おそらくはそれまでで最大の脱獄事件であると考えられている。少なくとも545人の日本人捕虜がオーストラリア連邦ニューサウスウェールズ州カウラ付近の収容所から脱走を企てた事件である。出典のほとんどで、234人が殺害された、あるいは自殺したとされている。残りは全員再び捕縛された。
1944年12月23日に起こったパパゴ大脱走は、アメリカの施設で起こった最大の捕虜脱走事件だった。25人以上のドイツ人捕虜がトンネルを掘ってアリゾナ州フェニックス付近のキャンプ・パパゴ・パークから脱走し、周囲の砂漠に逃げた。数週間後に、全員が再び捕縛された。
ケニア山に登るために、ケニアのナニュキにあった354収容所から、Felice Benuzzi, Giovanni ('Giuàn') Balletto, Vincenzo ('Enzo') Barsottiが脱走した。Benuzziが、No Picnic on Mount Kenyaとして記録を残している。山に登ろうとした後、3人は収容所に逃げ帰った。

### 赤十字社の役割
第一次世界大戦が終わり、約4,000万人の市民と捕虜を救えなかったために、赤十字社は、より多くの権限と責任を受託した。第二次世界大戦中、赤十字社は、枢軸国側の収容所にいた連合国兵士の捕虜に対して数百万個の赤十字の小包を提供した。小包のほとんどには、食料、個人向けの衛生用品が入っていたが、その他には医療品が入っていたものもあった。終戦して新たに解放された一部の捕虜には、特別な「解放キット」小包が提供された。アメリカが日本に対する戦争を呼び掛けていた頃には、赤十字社は海外の兵士に対するサービス提供に踏み出した。アメリカが参戦した4年以上の期間で、第二次世界大戦で戦っている兵士に向けて、多くの規定が必要になった。アメリカ赤十字社と1,300万人のボランティアが国に寄付して、平均して1週間に111,000パイントの血液も寄付した。看護師、医師、ボランティアの作業者が、海外の最前線で、負傷者や貧困者に提供するために働いた。この事業で、寄付された血漿が収容所や基地に運ばれ、数千人の命が救われた。しかし、赤十字社は白人のアメリカ人からのみ寄付を受け付けて、日本人、イタリア人、ドイツ人、アフリカ系アメリカ人からの寄付を除外した。このことに対抗して、活動家は、白人の血と黒人の血が同じであると主張して、故郷でこのような人種差別と戦おうとした。

### 連合国側の収容所
- Featherston prisoner of war camp, New Zealand
- List of POW camps in Australia
- List of POW camps in Britain
- List of POW camps in Canada
- List of POW camps in India
- List of POW camps in Kenya
- List of POW camps in occupied Germany
- List of POW camps in the United States
- List of POW camps in USSR
- Lom prisoner of war camp, Norway
- Skorpa prisoner of war camp, Norway
- Zonderwater POW camp in Cullinan, South Africa

### 日本の収容所の状況
第二次世界大戦が勃発すると、日本は帝国の拡張を目的としていくつかの戦い（特に日中戦争）に関与した。ヨーロッパで戦争が勃発した際には中立を維持したが、1941年に、大日本帝国陸軍が香港、シンガポール、タイ、フィリピン、真珠湾に対する奇襲を行ったために、アメリカが連合国側で参戦することになった。1942年、日本軍がイギリスから香港を奪取した後に、九龍に連合国捕虜の収容のために、捕虜収容所を数ヶ所建設した。
戦闘中に生きて捕虜になるのは恥であると考えられていたために、日本軍は残忍な方法で収容所を運営して、多くの連合国捕虜が亡くなった。大日本帝国陸軍の規約には、落ち着いて死に対峙しないといけないという「武士道精神」が含まれていた。命令違反者は斬首刑に処せられ、日本軍の士官が持つ刀により処刑された。刀は日本人が持つ忍耐力と叡智の象徴と見なされ、刀によって死ぬのは栄誉であると受け取られていた。

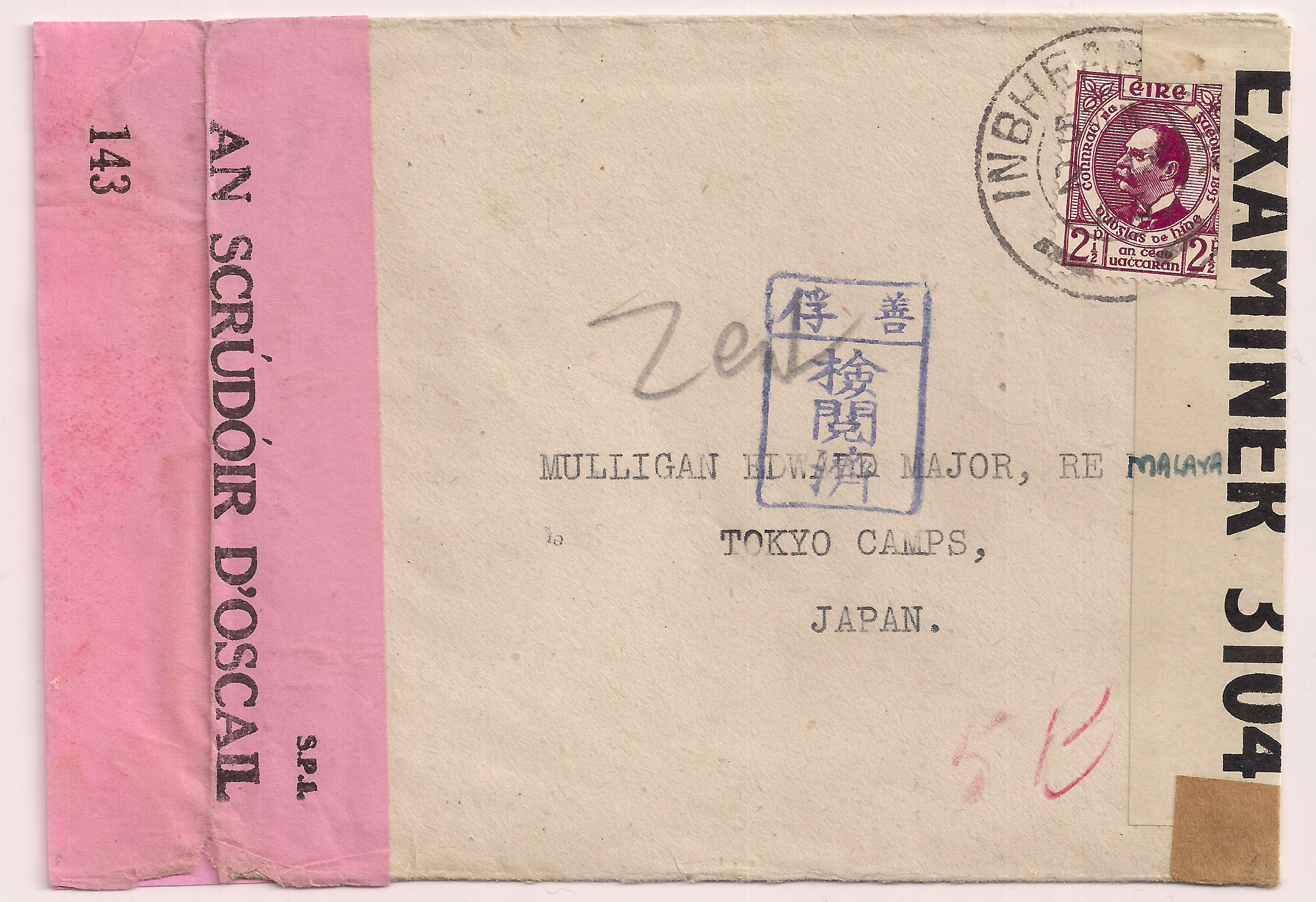
日本占領下の英領マラヤにいるアイルランド人捕虜に宛てて差し出された郵便物。アイルランド・イギリス・日本の三者によって検閲を受けている

日本の収容所において、連合国捕虜は、橋の建設、要塞の建設、塹壕の掘削といった肉体労働に強制的に従事させられた。捕虜には限られた食料しか与えられず、一旦、制服を擦り切れたらならば、代替品が与えられることはなかった。残忍な警備員の中には、水の要求に対して、水の代わりに殴打したりライフル銃の端で叩いた者もいたとされる。捕虜が使い物にならなかったり、肉体的に弱ったり、反抗的だったりといったように見られた場合は、しばしば殺害されたという。終戦して、収容所の捕虜が解放された際には、多くが身体の部分を失ってしまっており、また多くが飢えて、歩く骸骨に似ていたという。一部の捕虜は、アメリカの爆撃に対する報復として、日本に処刑されることを恐れていた。警備員の残忍さは捕虜にトラウマを与えて、その後の数十年続く精神病に苦しませることになった。多くの事例で、収容所からの生還者はトラウマを抱えたり、障害を抱えて生活することを余儀なくされた。多くの生還者は、故郷や世界の他の地域に向かいビジネスマンとして成功を収めたり、あるいは、貧しい人々や助けを必要とする収容所の人々を助けることに人生を捧げた者もいたとされる。元捕虜、中佐のPhillip Tooseyは、日本人が行った残忍で残虐な行為について述べた。それらの行為には、警備員が捕虜を有刺鉄線で縛り、捕虜の鼻に水を詰めた上に、捕虜の側に立ち、有刺鉄線の上で足踏みするといった行為も含まれていた。あるいは、警備員が捕虜を親指で木に縛り付け、足が辛うじて地面に付くぐらいで、2日間ほど水または食料なしで放置したといった行為もあったという。2日間の拷問の末に、捕虜は処刑に先立って投獄され、その後、彼らの遺体は焼却されたとされる。
捕虜収容所における生活は、en:Jack Bridger Chalker、en:Philip Meninsky、en:John Mennie、en:Ashley George Old、ロナルド・サールといった芸術家自身が大きな危険にさらされながら、記録を残した。しばしば、髪の毛が絵筆として、血と植物の汁が塗料として、そしてトイレットペーパーがキャンバスとして使われた。作品の一部が、日本人の戦争犯罪の証拠として使われた。多くの作品は現在もオーストラリア戦争記念館、ビクトリア州立図書館、ロンドンの帝国戦争博物館に所蔵されている。ビクトリア州立図書館は、1995年にThe Major Arthur Moon Collectionでこれらの多くの作品を展示した。
2016年、戦争歴史家のアントニー・ビーヴァー（2012年に著作『The Second World War』を完成させた）は、「最近、イギリス政府が、一部の日本の収容所の捕虜が殺して食べるために太らされたという情報を発した」と述べ「明らかに、ウィンストン・チャーチルは、このような残虐行為を認知していたが、情報を秘密にしたために、家族が、息子が戦死ではなくカニバリズムの被害者だったと知ったら酷く苦しめられることになるだろう。」と主張した。
日本の収容所の死者数は他所より多かった。あまりにも厳重に脱走を防いでいたために、赤十字社はこれらの収容所に小包を届けることができなかった。

### カナダの収容所
第二次世界大戦では、主にヨーロッパ、ロシア西部、東南アジア、太平洋で戦われ、カナダに対する侵攻はなかった。カナダに送られたわずかな捕虜には、日本兵士とドイツ兵士が含まれていて、Uボートの捕虜、ディエップの戦いやノルマンディー上陸作戦といった奇襲攻撃の捕虜がいた。
ドイツ捕虜の収容所は日本捕虜の収容所より小さく、遥かに残忍ではなかった。ドイツの捕虜は一般的に十分な食料に恵まれていた。しかし、カナダの冬で生き残ることが最も困難なことだった。ほとんどの収容所が遥か北に隔離されていたので、これらの要素で亡くなったり病気になったりすることは珍しくなかった。
多くの収容所では、ほとんど監視されておらず、それゆえ、多くのドイツ捕虜が脱走を企てた。トンネル掘削が最もありふれた方法だった。en:Bowmanvilleの収容所から脱走したペーター・クルークは、カモフラージュとして森を使いながら、何とか線路沿いを逃げた。トロントまで逃げて、その後、テキサス州に向かった。
戦闘（時には死に至るまで）は、収容所では、いくぶんかありふれたものだった。違反行為への懲罰は、絞首刑になる可能性があった。ドイツ捕虜は背中に大きな赤い点があるシャツを着ていたために、収容所の外でも容易に識別可能だった。ゆえに、脱走した者は簡単に見つかり、再び捕縛された。

#### カナダの日本人
日本が、2,000人のカナダ人が関与した香港、フィリピン、真珠湾を攻撃したことで、無実にも関わらず、カナダ人は日系カナダ人に大いに焦点を当てた。日本が太平洋沿いに攻撃出来て、カナダが潜在的に次になる可能性があると思われていた。カナダ首相ウィリアム・ライアン・マッケンジー・キングが戦時措置法とen:Defence of Canada Regulationsを実装したことで、カナダ兵士がドイツ人とイタリア人に関わることが出来なくなった。日系人（カナダ人と日本出身の移民）は所持品を剥奪され、それらは後に同意なしでオークションにかけられた。日系人が収容所に入れられたために、厳冬で、生活が厳しくなった。収容された者は、日系カナダ人と日本人の移民だった。動物用だった小屋と厩舎で生活していたために、不衛生だった。日系人が権利を得るのに、終戦して5年がかかった。補償が与えられたが、財産の損失を補填するには不十分だった。22,000人以上の日系人が収容所に入れられた。

### 枢軸国側の収容所
- List of POW camps in Germany and German occupied countries (Stalags)[31]
- List of Japanese war ships
- List of POW camps in Italy
- List of POW camps in Japan
- List of POW camps in Switzerland

### 通貨としてのタバコ
多くの捕虜収容所では、タバコが実物貨幣として広く使われた。タバコは、支払いまたは借金を精算するために捕虜の間で一般的に受け入れられたために交換媒体として金銭の機能を持っていた上に、他の商品の値段がタバコを単位として表されていたためにユニット・オブ・アカウントとしても金銭の機能を持っていた。他の商品と比べて、捕虜収容所での配給品としてタバコの供給はより安定していて、分割可能で、持ち運び出来て、均質的であった。

## 朝鮮戦争

### 国連の収容所
捕虜の衛生、医療の質、食事の種類、体重増加に着目して、赤十字国際委員会が、しばしば予告なしで、国連が運営する捕虜収容所を訪問した。ジュネーヴ条約のコピーを渡した上で、捕虜と話して、状況に関するコメントを求めた。赤十字国際委員会の代表は、ブーツ、石鹸、その他のリクエストされた物品に分けた。
巨済島に収容所が建てられ、共産主義者と共産主義でない捕虜が1950年12月から1952年6月まで収容されていた。1951年から1952年初頭にかけて、上位の共産主義のエージェントが潜入して、共産主義者の部隊に、セクションごとに巨済島の多くが侵略され、段階的な尋問と公開処刑で反対者の意思を曲げ、共産主義の交渉チームが利益を得るために、国際社会に対して、虐待の申し立てを行った。1952年5月、中国と北朝鮮の捕虜が暴動を起こして、Francis Dodd准将を捕虜にした。
1952年、収容所の運営は、メーデー（共産主義にとって名誉な日）に暴動とデモを起こすかもしれないと恐れていたので、en:USS Gunston Hall (LSD-5)のようなアメリカ海軍の軍艦で、15,000人の中国と北朝鮮の捕虜を巨済島から蔚山や済州島の施設に移動させた。これらの軍艦は1953年9月のen:Operation Big Switchにも参加し、終戦してから捕虜が交換された。

### 共産主義者の収容所
中国は、朝鮮戦争中に3種類の捕虜収容所を運営していた。Peace campsは共産主義に共感する捕虜を収容して、reform campsは共産主義のイデオロギーを教え込む予定の熟練した捕虜を対象にして、3種類目がthe normal POW campsであった。中国の政策により、最初の2種類の収容所では、捕虜の交換が許されなかった。
これらの捕虜収容所は、共産主義者により数字で指定されたが、しばしば捕虜が収容所に命名していた。
- Camp 1 – Changsong – near Camp 3 on the Yalu River.
- Camp 2 – Pyoktong – on the Yalu River.
- Camp 3 – Changsong – near Camp 1 on the Yalu River.
- Camp 4 – north of Camp 2
- Camp 5 – near Pyoktong.
- Camp 6 – P'yong-yang
- Camp 7 – near Pyoktong.
- Camp 8 – Kangdong
- Camp 9 – P'yong-yang.
- Camp 10 – Chon ma
- Camp 11 – Pukchin
- Camp 12 – P'yong-yang- (Peace Camp) was located in the northwestern vicinity of the capitol. Nearby were several other camps including PAK's Palace.
- Bean Camp – Suan
- Camp DeSoto – P'yong-yang locale – The camp was near to Camp 12.
- Pak's Palace Camp – P'yong-yang locale – Located in the northernmost area near the Capitol. The camp was near Camp 12.[要出典]
- Pukchin Mining Camp – between Kunu-ri and Pyoktong – (aka. Death Valley Camp).
- Sunchon Tunnel – - (aka. Caves Camp)[要出典]
- Suan Mining Camp – P'yong-yang
- Valley Camps – Teksil-li

## ベトナム戦争

### 南ベトナムにおける南ベトナム軍の収容所
1965年末までに、南ベトナム解放民族戦線（ベトコン）の容疑者、捕虜、非行少年はまとめて南ベトナムの監獄と収容所に入れられていた。1965年6月を過ぎて、収容人数が徐々に高まり、1966初頭には、既存の監獄と収容所に、追加で収容できるほどに十分な空間は無くなっていた。1965年、5ヶ所の捕虜収容所の建設が計画された。それぞれの初期の収容人数は1,000人で、南ベトナム憲兵が配置された。with U.S. military policemen as a prisoner of war advisers assigned to each stockade.

#### Prisons and jails
- Con Son National Prison
- Chi Hoa National Prison
- Tam Hiep National Prison
- Thu Duc National Prison
- plus 42 Province jails

#### Camps
- Bien Hoa camp – in III Corp area was opened May 1966
- Pleiku camp – in II Corps area was opened August 1966
- Da Nang camp (Non Nuoc) – in I Corps area was opened in November 1966
- Can Tho camp – in IV Corps area was opened December 1966
- Qui Nhon (Phu Tai) – opened March 1968 (for female PoWs)
- Phu Quoc Island – off the coast of Cambodia, opened in 1968

### 北ベトナム軍キャンプ
- "Alcatraz" – North Central Hanoi
- "Briarpatch" – 53 km (33 mi) WNW of Hanoi
- "Camp Faith" – 14 km (9 mi) West of Hanoi
- "Dirty Bird" – Northern Hanoi
- "Dogpatch" – 169 km (105 mi) NNE of Hanoi
- "Farnsworth" – 29 km (18 mi) SW of Hanoi
- "Hanoi Hilton" – Hoa Lo, Central Hanoi
- "Mountain Camp" – 64 km (40 mi) NW of Hanoi
- "Plantation – Northeast Hanoi
- "Rockpile" – 51 km (32 mi) South of Hanoi
- Sơn Tây – 37 km (23 mi) West of Hanoi
- "Skidrow" – 10 km (6 mi) SW of Hanoi
- "The Zoo" – SW suburb of Hanoi

## ユーゴスラビア紛争

### Serb Camps
- Manjača camp – Banja Luka, Republika Srpska
- Sremska Mitrovica camp – Sremska Mitrovica, Vojvodina
- Stajićevo camp – Stajićevo, Vojvodina

### Other Camps
- Čelebići prison camp – Konjic, Federation of Bosnia and Herzegovina
- Lapušnik prison camp – Kosovo

## アフガニスタン紛争とイラク戦争
アメリカ合衆国は、アフガニスタン紛争 (2001年-2021年)とen:2003 invasion of Iraq中に捕らえた者に対し捕虜の地位を与えることを拒否している。これは、主に、「指揮系統の一部にある。遠くからでも見分けられる固着の特殊標章を身に付けている。武器を公然と携行している。戦時国際法と慣習に従って行動している。」といった第3ジュネーヴ条約（1949年）に定められている条件を満たしていない、反乱者やテロリストとして分類しているからである。
拒否の合法性が疑問視されており、訴訟がアメリカの裁判所で保留中である。2006年6月29日、en:Hamdan v. Rumsfeldの訴訟において、合衆国最高裁判所は「グアンタナモ湾収容キャンプの捕虜はジュネーヴ条約Common Article 3に規定される最低限の保護を受ける資格がある」という判決を下した。これは議論中である。その他の、サッダーム・フセインを含む囚人は捕虜の地位を受けていた。赤十字国際委員会は、少なくとも数ヶ所を訪問することを許されている。多くの囚人が世界中で秘密の場所（ブラック・サイト）に収容されている。
場所が特定されているのは以下の通り。
- Abu Ghraib prison – 32 km west of Baghdad, Iraq
- Bagram Air Base – near Charikar in Parvan, Afghanistan
- Camp Bucca – near Umm Qasr, Iraq
- Camp Delta – Guantanamo Bay, Cuba

### 戦争犯罪
- en:Dasht-i-Leili massacre

## 捕虜収容所・民間人抑留所事典の出版
2002年、POW研究会が発足、日本国内および国外の捕虜収容所について調査・研究が行われた。日本軍は、占領地で約16万人の連合国軍兵士（イギリス、アメリカ、オランダ、オーストラリア、カナダ、ニュージーランド、インドなど）を捕虜にした。そして、各占領地で日本軍が使用する鉄道や道路、飛行場などの建設作業に従事させた。そのうち約36,000人を日本に連れてきて炭鉱や鉱山、造船所、工場などで働かせた。さらに、敵国民間人も抑留された。その結果、終戦に至るまでにおびただしい犠牲者が出た。その関連資料は、終戦とともに焼却・廃棄されたため詳細は不明となった。残されたわずかな資料や関係者への聞き取り調査などによって研究が進められた。
2016年、POW研究会の中で調査研究成果を出版するプロジェクトが始まり、2023年12月に、日本国内の捕虜収容所および民間人抑留所について一冊の事典として出版した。
この事典には、かつて日本国内にあった約130か所の捕虜収容所と約30か所の民間人抑留所について掲載されている。